# 亦思巴奚兵乱
亦思巴奚兵乱，又稱亦思法杭兵亂，是1357年至1366年間在元朝福建行省部分地区发生的一场長達近10年、以波斯色目人军队亦思巴奚军為主導的军阀混战，由于亦思巴奚是泉州波斯人的武装，因此此事件也被稱為波斯戍兵之亂；由於泉州人称色目人为番客，因此又称番客之乱。
兵亂期间，亦思巴奚军割据泉州，并且插手福建政治，一度北上占领了福州，还参与了兴化的乡族内战，引发了福建沿海的多個派別參加的大规模混戰，后来又与元朝福建行省政府直接对抗，最後被元朝军阀陳友定平定。这场兵乱波及泉州、興化和福州的一些部分等地方，造成大量當地平民死亡。由于连年战争破坏了泉州港的安定局面，大批僑居穆斯林逃离，兵亂重创了泉州及兴化一带的社会秩序及经济貿易，更導致了時為世界最大港口的泉州盛極一時的海外贸易大幅衰落，随着泉州港衰落，泉州伊斯蘭教势力也被驱离。

## 历史背景

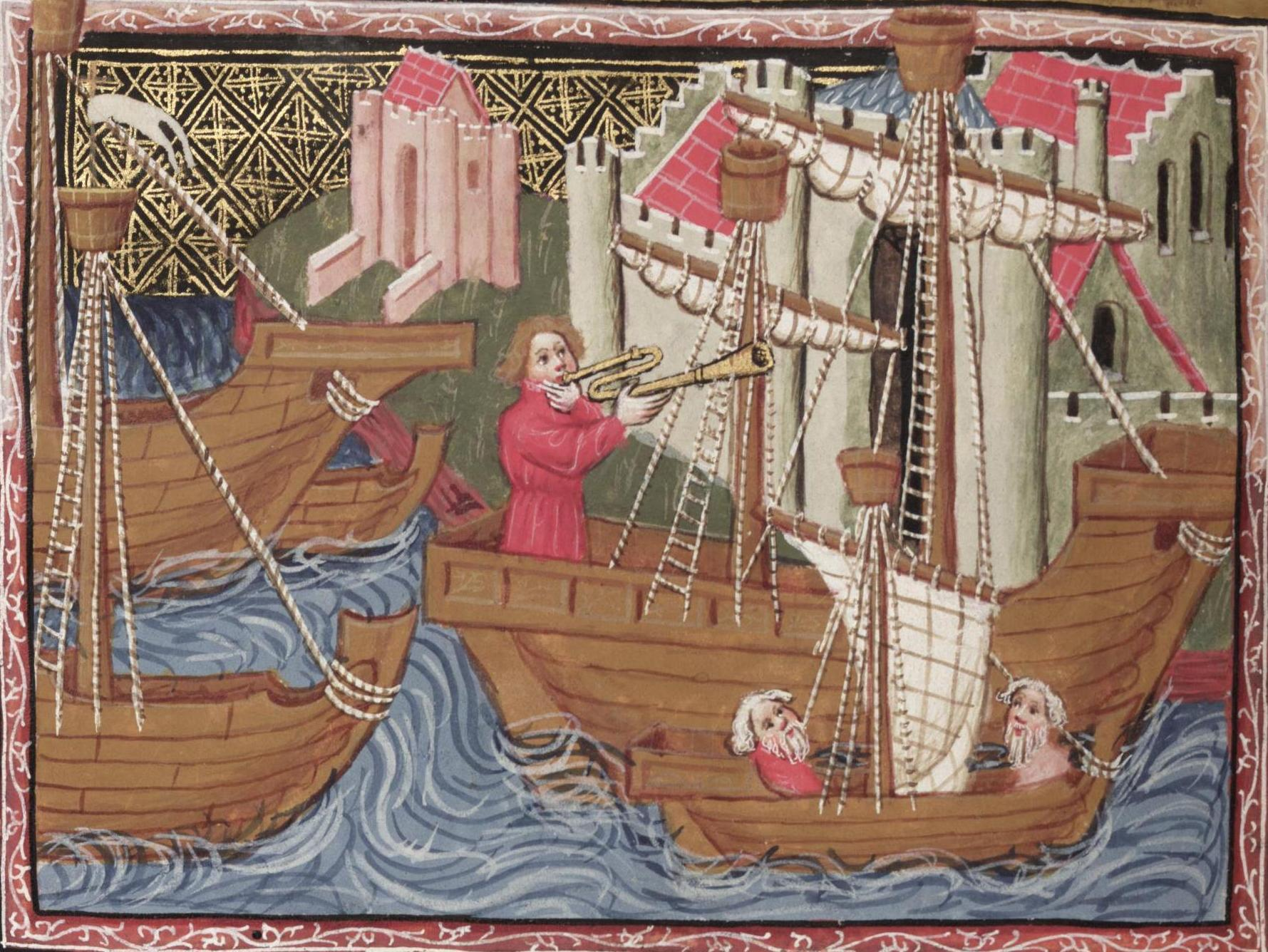
描绘元代泉州港繁荣景象的图画，来自于15世纪《马可·波罗游记》手抄本

公元13世纪到14世纪上半叶的元代中前期时福建的海外贸易极端发达，泉州作为当时海上丝绸之路的起点，是当时中国乃至全世界最大的港口，也是元代福建最大的城市，其人口规模超过了作为福建行政中心的福州，阿拉伯人将泉州称为刺桐，此名称被欧洲等地商人沿用。当时泉州的人口超过20万，城墙长度达30里，晋江江面和港内停靠的船只超过1万艘，商业高度发达，泉州港出口的大宗商品是丝绸、陶瓷器、铜铁器和泉州的泉缎，而输入的商品包括珍珠、象牙、犀角、乳香、吉贝布、贝纱等，其中最主要的进口商品是香料和药物。泉州的居民中有着大量的外籍侨民，包括阿拉伯人、波斯人、欧洲人、犹太人、印度人等色目人种族，城内使用的语言达到100种，这些外国人或相关的事物被泉州人冠名为“蕃”或“番”，由于大量外籍人口的进入，泉州早期不允许外国人进城居住的惯例被打破，泉州城内不仅有汉族和蕃人大量杂居的情况，还形成了许多大规模的蕃人聚居区，这些聚居区被称为“蕃坊”、“蕃人巷”，这些外国侨民还和泉州本土的汉人通婚并繁衍后代，番汉混血儿被泉州人叫作“半南蕃”。蕃人和泉州当地人在文化上虽有相互影响，但大体上还是维持了自己的宗教信仰和文化习惯，诸如伊斯兰教、基督教、摩尼教、印度教等各种宗教也都在泉州得到传播，而汉人和番人杂居也给泉州的管理带来一定的难度。

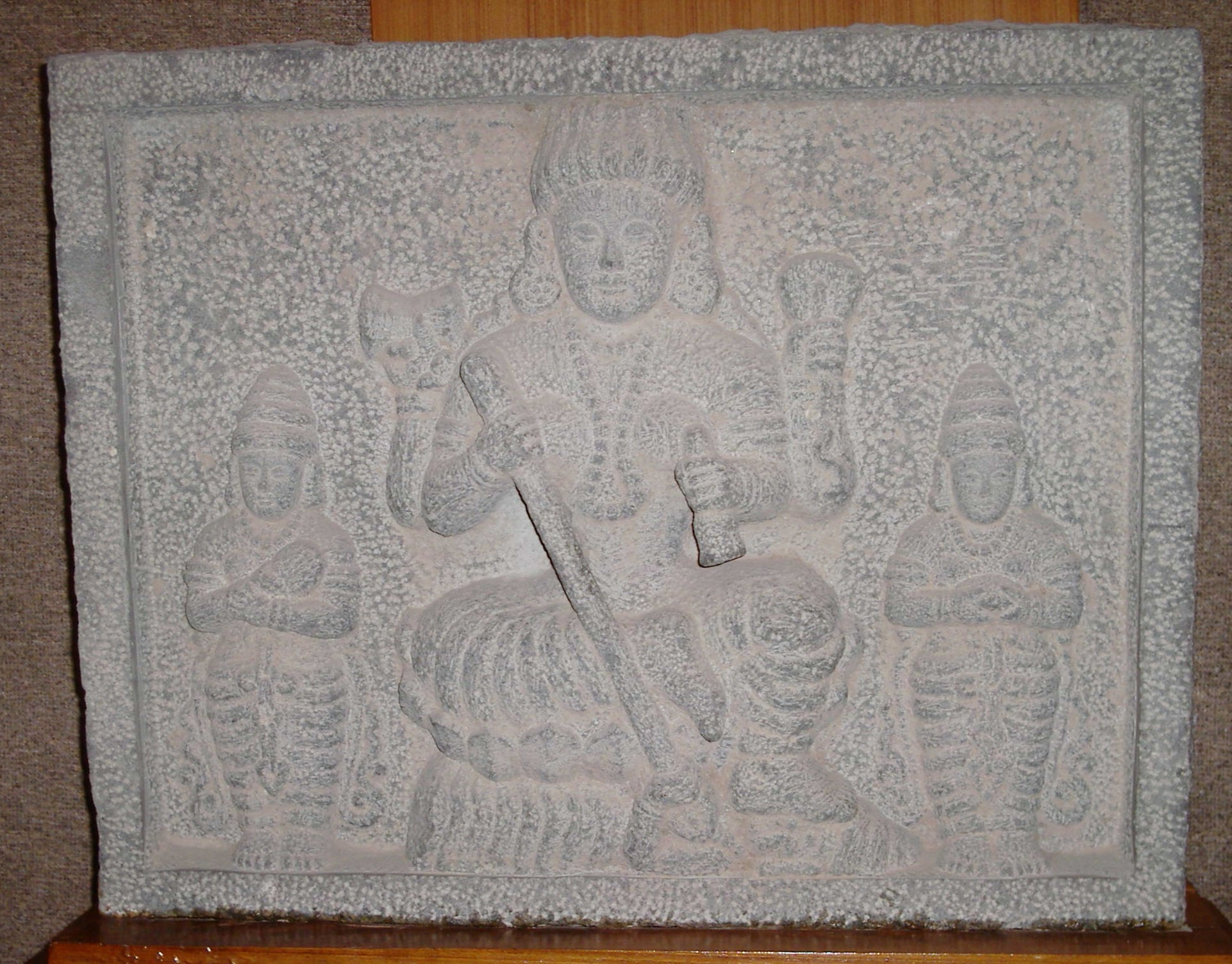
泉州古代印度教寺庙遗蹟中的湿婆像，显示了元代中前期的泉州宗教高度多元化

元代时的泉州外国侨民中以信仰伊斯兰教的阿拉伯人和波斯人势力最大，人口最多。番人得到了元朝国家政策的大力扶持，势力庞大。这些穆斯林商人中有不少是泉州的巨富，比如蒲寿庚家族在南宋末年到元朝初年期间主持泉州市舶司，家产不计其数，其仆人就有数千。到了元朝末年，由于局势动荡，各地民众起兵反元的事件非常频繁，福建同样也是频繁起义。当时福建各地的豪强家族纷纷成立了乡族武装——“民团”，并逐步控制了许多地方政权，还协助元朝政府镇压反抗的农民起义军。而泉州的波斯籍色目人也组织了亦思巴奚军作为他们的雇佣兵组织，其将领为赛甫丁和阿迷里丁。由于波斯人是泉州城内人口较多、势力较强的一个色目人族群，拥有大量的富商，因而亦思巴奚军在其支持下成为泉州最强大的武装，而波斯人借亦思巴奚军的力量逐渐掌控了泉州，使得元朝失去对泉州的实际控制权。

## “亦思巴奚”名称来历
关于“亦思巴奚”的意义，史学界说法不一。有人认为亦思巴奚来源于波斯语的“‎”，即民兵、骑兵的意思，或是其派生词，也可能是波斯语“雇佣兵”之意，有别于正规部队；也有人认为亦思巴奚得名于波斯亦思法罕（伊斯法罕）古城，其参加者大多来自伊斯法罕城。还有人认为“亦思巴奚”仅仅是部隊的番号，而非名字。

## 开端
伊斯蘭教逊尼派色目人蒲寿庚家族由于叛宋投元，得到元朝朝廷的大力扶持，实力大增，对泉州的政治经济有着巨大的影响，而泉州的逊尼派穆斯林也得以主导泉州，排挤泉州的什叶派，引起什叶派不满。1282年（至元十九年），元朝派3000什叶派军队驻防泉州，但当时泉州的什叶派势力仍然弱小。到了元末局势动荡时期，元朝疲于应付各地的武装反叛，而泉州城属于什叶派的色目人也组织了亦思巴奚军作为本族群的义兵武装，当时泉州的波斯人人口较多，实力已经很强。到了1357年（至正十七年）三月乙亥朔，身为元朝万户的亦思巴奚军首领赛甫丁、阿迷里丁乘机率军控制了泉州，并压制了长期处于上风的泉州逊尼派，亦思巴奚军也成为了福建颇具实力的一大武装。这一行为被《元史》当作是叛乱，也成为亦思巴奚兵乱之始。
另一方面，1356年（至正十六年）元朝委任原中书省参知政事普化帖木儿到福州任福建行省平章政事，却与已经营福建多年的廉访佥事般若帖木儿发生激烈矛盾。由于般若帖木儿掌握了福建的政权，导致普化帖木儿大权旁落，心有不甘，就四处联系般若帖木儿的政敌，伺机推翻般若帖木儿。恰逢般若帖木儿的政敌、浙江行省平章三旦八奉命到江西饶州镇压叛乱未捷，就声称调任福建平章而来到福建，卻被般若帖木儿弹劾并被降为行宣政院使、寓居在兴化，而同样是般若帖木儿政敌的原兴化路总管安童弃官为道士之后也隐居在兴化，二人在兴化开始组织團練。而普化帖木儿也趁机拉拢安童和三旦八，要他们发动乡族義兵进军福州、推翻般若帖木儿。为了壮大力量，1358年（至正十八年）普化帖木儿又用銀錢收买泉州亦思巴奚军，邀请他们配合兴化方面共同攻打福州的般若帖木儿。

## 赛甫丁、阿迷里丁兴兵

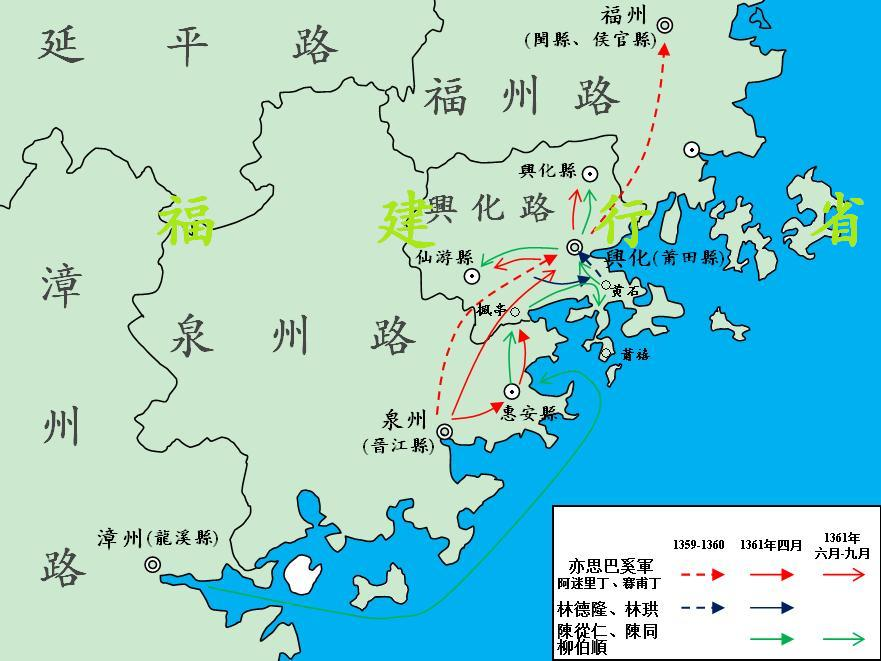
1359年—1361年賽甫丁、阿迷里丁掌權階段的戰事發展

战乱的第一阶段是以赛甫丁、阿迷里丁为主导的亦思巴奚军占据泉州、攻占福州以及参与兴化、惠安一带宗族的内战，时间为1357年至1362年间。

### 占领福州
1359年（至正十九年）正月，安童和三旦八将原兴化路自立为兴化分省，下辖莆田县、仙游县、兴化县一共三县，由安童任参政、三旦八任平章，扩军备战。二月，赛甫丁也率泉州亦思巴奚军北进福州，经过兴化时与三旦八的興化軍会合，两军共计数千人共同北上。赛甫丁还留下一支小股部队驻守兴化，与镇守兴化的安童部队协同防守。此时，亦思巴奚军和兴化的安童、三旦八仍是同盟的关系。北上的泉兴联军顺利的攻下福州，扶持普化帖木儿控制了省城福州的大权。而赛甫丁则率这一部的亦思巴奚军长期驻守在福州。

### 阿迷里丁进攻兴化
1359年亦思巴奚军北上取福州的同时，留守兴化的那支亦思巴奚军却与安童的兴化部队发生了矛盾，起因是安童麾下的兴化兵对亦思巴奚军表示不服并常常进行挑衅。留在泉州的阿迷里丁得知情况之后，就佯称北上支援福州，在至正十九年（1359年）三月率泉州的亦思巴奚军主力北进，在经过兴化路城的时候准备趁机将其占领。安童了解到阿迷里丁的企图，便采纳漳州总管陈君用等人的计策，关闭兴化城门并在城头驻兵、在西门外聚集乌合之众佯作军队，试图以此阻吓亦思巴奚军。当时尚在福州的三旦八连忙赶回兴化，在城外劝阿迷里丁退兵，但反被拘禁。随后，阿迷里丁开始强行攻城，纵火焚烧城门，而安童守军则在城上用水灭火，双方用弓箭互射，僵持了一天不分胜败。第二日，亦思巴奚军从城西发动进攻，先用弓箭手射退靠近山丘较矮的城墙上的守军，再由数百名士兵攀墙而上，一举攻陷了兴化路治莆田城，并纵兵搶掠近一个月，其间兴化各地乡族纷纷组织武装以进行防御。
莆田城破之时安童成功逃到仙游，但他的妻子和财产都被亦思巴奚军俘获。不久，安童又在兴化县龙纪寺重新组织部队进行反攻，而亦思巴奚军也因为莆田当地民众反抗而缺少支持，到了四月，阿迷里丁就带领俘获的三旦八、安童的妻子和强掳来的兴化男性人口回到泉州。还有一种说法称莆田民众不堪亦思巴奚军骚扰而群起反抗，阿迷里丁只得在夜间逃回泉州。亦思巴奚军撤走后，原兴化路同知惠安人柳伯祥进入莆田城安置百姓。

### 兴化之乱
亦思巴奚军退出兴化后，兴化即陷入内战，各政要和豪强家族相互攻伐。1360年（至正二十年）正月，兴化路推官、莆田县莆禧人林德隆率乡兵从黄石出发，攻占了路城莆田，将时任府判的柳伯祥驱逐，而与柳伯祥同为惠安人且有联姻关系的豪族陈从仁则率其乡兵从另一个方向进入莆田。由于两派势力都很强大，兴化分省长官苫思丁就将二人都授与官职，陈从仁在当年秋季被任命为兴化路同知，而林德隆则在冬季被任命为兴化路总管，二者手中都有军队。林、陈二人矛盾日益加深，到了1361年，陈从仁和他的弟弟陈同（一说为其侄儿）与苫思丁联手对林德隆发动袭击，以图谋不轨的罪名将其逮捕入狱，并暗中用沙袋压死，对外宣称林德隆是病死的，还将他的尸体焚毁，并派兵把林德隆的财产瓜分。林德隆的长子林珙（也做林琪）逃往福州、求援于赛甫丁，次子林许瑛（也作林瑛）则逃到泉州求援于阿迷里丁，两人都答应帮助林家，于是数次派使者到兴化，要求苫思丁惩办陈从仁。得到亦思巴奚军支持后，1361年（至正二十一年）四月，林珙率其乡族民兵进驻湖头等地，阿迷里丁又派兵进攻惠安一带的陈同部队，二者一南一北形成夹击。苫思丁慑于亦思巴奚军的强大，只好与之密谋，在兴化分省的后堂诱杀陈从仁，并以图谋不轨的罪名肢解了陈从仁的尸体。此时阿迷里丁的部队已经到达仙游县枫亭镇，而林珙部队也进抵黄石，苫思丁就将陈从仁的首级和手臂分别送至两军，二者方才退兵。而驰援来救陈从仁的陈同在莆田城南门外听闻陈从仁的死讯后，便逃往漳州投奔漳州总管罗良。亦思巴奚军随后护送林珙到兴化继任其父的兴化路总管职务。不久后苫思丁调回福州，元朝政府派遣参政忽都沙、元帅忽先管理兴化分省。
陈同在漳州得到罗良的支援，后又潜回惠安联系姑父柳伯顺（柳伯祥之弟）。1361年六月，陈同带领漳州援兵乘船由海路抵达家乡惠安，并攻下惠安县城，在杀死县吏后，召惠安县民众入伍，并和柳伯顺的民兵部队联手出兵兴化，为陈从仁复仇。陈、柳联军不久就在仙游枫亭击败了刘希良、林子敬、陈县尉等人率领的林珙军，并由柳伯顺及其麾下的杨九、黄国辅一路追击到莆田吴山、下林等地，沿路多有烧杀行为发生。为了顺利攻下莆田城，陈、柳方面利用了兴化路掌握军权的忽先和掌管政务的忽都沙之间的矛盾，暗通忽先，在七月时里应外合攻陷莆田城，由杜武惠、胡庆甫、林全、李德正等部将带兵由莆田西门进城，胁迫忽都沙交出政权、并下令莆田军民讨伐林珙。随后，林许瑛再度逃往泉州求援，阿迷里丁派扶信率领亦思巴奚军于八月猛攻莆田，驱走了柳伯顺。九月，亦思巴奚军进城并迎林珙回城，扶信自称元帅，林珙自称总管（也有说以林瑛为总管的）。而柳伯顺则逃往兴化县、忽先逃回福州。另一路亦思巴奚军在麻哈谋带领下攻占仙游，胡兴祖、上官惟大则进兵兴化县进攻柳伯顺，至此，战火烧至兴化路全境。

## 那兀纳占据泉州

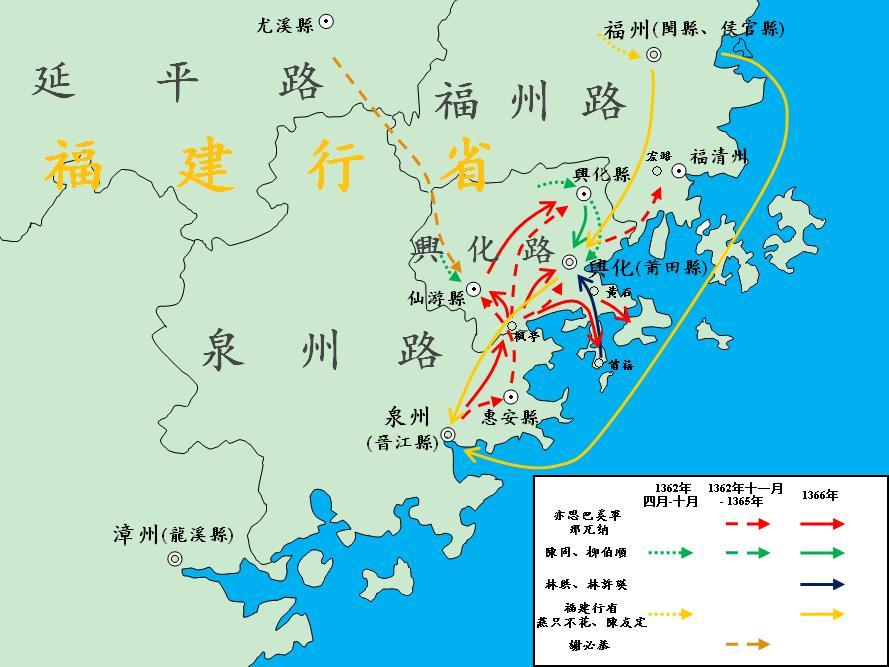
1362年—1366年那兀納掌權階段的戰事發展

战乱的第二阶段是那兀纳通过兵变取代阿迷里丁而占领泉州，并割据泉州直至被陈友定的军队消灭。

### 那兀纳兵变
扶信率亦思巴奚军主力北上进攻兴化之后，泉州城防守变得空虚，到了1362年（至正二十二年）二月，原泉州市舶司提举、蒲壽庚的孫婿、逊尼派穆斯林那兀纳趁机发动兵变，袭击并杀死了阿迷里丁，并在泉州大肆搜捕阿迷里丁的亲信党羽，将亦思巴奚军置于自己的控制之下，成为了泉州的统治者。而当时带兵在兴化的扶信只得到福州投靠赛甫丁，而赛甫丁仍然扶持林珙为兴化总管。
到了1362年4月，元朝委任燕只不花接替调往江浙的普化帖木儿任福建行省平章政事，但驻守福州的赛甫丁却紧闭城门、拒绝让燕只不花进入。燕只不花于是调集包括陈友定的部队在内的福建各路兵马合攻福州，林珙的兴化军队也在征召之列，但林珙借故推託，燕只不花就调江西行省左丞余阿里到兴化负责防御事宜。屡败赛甫丁，并将福州城围困长达三个月，赛甫丁最终接受调停，率军登船从海路离开福州回到泉州，而福建行省参政观音奴还在赛甫丁和扶信上船之后袭击尚未登船的亦思巴奚军士兵数百名，赛甫丁从此失势。

### 那兀纳对泉州的统治
那兀纳在泉州用残忍的方法统治和搜刮人民，甚至用强奪的方式聚斂金錢，并杀死许多抗拒的民众，借此得以獲得大量财富，他把泉州所有的非蒙古人的官员全部驱逐罷黜，还从民间遴选了大批女子作为他的妻妾，以观看这些女子捡取他撒于楼下的金豆为乐。他还兴建了极为华丽的清真寺，将搜到的财物积存于寺中，生活骄奢淫逸。政治上，那兀纳一开始与福州的燕只不花有着一定的默契，以此对抗其他势力，甚至抵触元朝朝廷中央政府。1364年至1365年，元朝政府设置兴化分省、兴泉分省和泉州分省的计划都被那兀纳和燕只不花破坏，1365年（至正二十五年）十月，那兀纳甚至直接和奉元朝皇太子之命从京師来福建设置兴化、泉州分省的福建行省左丞观孙发生冲突，阳奉阴违，拒绝服从元朝中央政府的命令，最后逼迫观孙离职。

### 兴化内战渐息

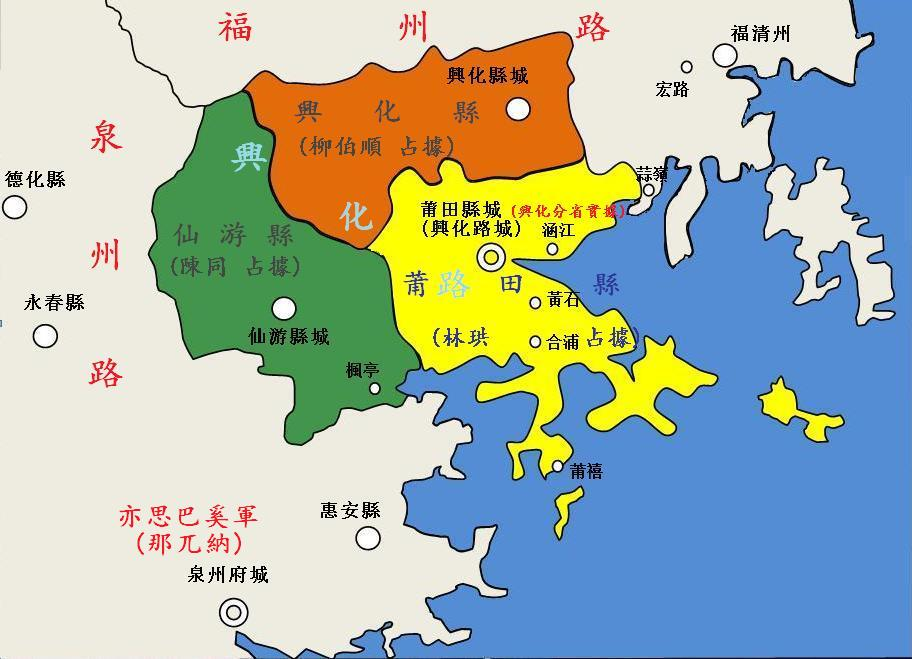
1362年，興化路（興化分省）呈現四分的局面，林珙、陳同、柳伯順分別占據莆田縣、仙游縣、興化縣的大片土地，興化分省政府僅實際控制著莆田县城及其周邊的小片土地。

在兴化的问题上，那兀纳延续了阿迷里丁对抗陈同、柳伯顺家族武装的政策。泉州那兀纳兵变发生之后，柳伯顺和陈同又于1362年（至正二十二年）三月伺机发动反攻，分别攻克兴化县和仙游县，柳伯顺又强迫兴化县民众入伍，准备和陈同夹攻莆田城，但陈同爽约，柳伯顺部只得单独进攻莆田城宁真门，守城的林珙方面军心畏惧、陷入困境。这时恰逢亦思巴奚军的两个骑兵从泉州抵达莆田，林珙就利用这两位番军骑兵打头阵，率领莆田军队出城迎战，谎称是泉州亦思巴奚大军来援。柳伯顺的部队信以为真，准备不足，因而大败而归，士兵阵亡上千人。当年六月，柳伯顺再次驱遣兴化县民兵进攻莆田县，但再次惨败，损兵上千。由于两次进攻莆田的企图都告破灭，柳伯顺便领兵盘踞在兴化县，不轻易出击。
燕只不花占领福州后，委任余阿里到莆田城管理兴化分省，不久，又由参政郑旻接替余阿里。郑旻着手调解林、陈两家的世仇，终于让林珙离开莆田城，返回其家乡莆田县莆禧，并让陈同、柳伯顺停止军事行动。虽然停火，但兴化路依然形成了四分的局面，柳伯顺割据兴化县、陈同盘踞在仙游县、林珙和林许瑛则拥有莆田县的新安里、合浦里等十几个里，而郑旻所管辖的兴化分省实际上只控制着莆田城及附近几个里的很小的范围。
虽然林、陈两家族停火，但在仙游县却又有新的家族武装冲突发生。1362年五月，在陈同和柳伯顺发动对林珙的反攻之后，又率领一千多士兵进攻仙游谢岩的豪族谢必恭家族，以报复当初谢氏家族拒绝兵败的陈、柳二人借兵借粮的请求。陈、柳军队顺利攻下谢岩，并劫掠了谢家的人口、财产，焚毁其房屋。为了报仇，谢必恭于1362年十一月从尤溪县招募一百多名死士，进攻陈同辖下的仙游县，但在龙华寺被镇抚詹伯颜所击败。一年之后的1363年十二月，谢必恭又联合土司郑深甫、钱鉴等率领两百多名尤溪民兵从九座山间道进攻仙游县，柳伯顺亲自率领部队在廉洁里击败谢氏军队，并追击到柘山、俘获了谢必恭，最后在龙华寺将谢必恭毒死。

### 那兀纳进攻兴化
1363年十一月，那兀纳派遣部将博拜（又作白牌）、大阔先攻陷陈同据守的惠安县，然后又攻陷了仙游县以搜捕陈同，并将军队驻扎于枫亭，之后继续向兴化县的柳伯顺进攻，兵临龙纪寺，在搜索柳伯顺无果之后返回，驻扎在枫亭。1364年正月，那兀纳指责兴化分省长官郑旻串通陈同、柳伯顺，因而引兵进逼兴化路城莆田，在撤换官员、杀死柳伯顺所派的官吏之后，才在福建行省左右司员外郎德安的要求下于二月撤军。1365年三月，福建行省左丞贴木儿不花被委任主持兴化行省，前摄分省事郎中德安作为他的参赞，这一安排再次引发那兀纳的不满，他以追取军储为借口派泉州官员和其麾下的湖州左副奕军三百人进入莆田城，横行内外，最后逼帖木儿不花回到福州，而德安则以郎中之职留在兴化，这时那兀纳方才撤军。十一月，元朝皇太子再度派前左丞观孙前往兴化、泉州负责分省事宜，但福建行省平章燕只不花为阻止元朝中央政府的插手，暗地里命令兴化的德安想方设法拒开观孙。于是德安召集了大量民兵，连同福建行省派来的孟孙两同佥兵合力据守兴化。为了增强实力，德安又向泉州那兀纳求兵，于是那兀纳就派通事哈散、惠安县尹黄希善带领正规军和民兵部队进抵莆田城下，这时哈散又想赶走两同佥兵，于是双方爆发冲突，同佥兵击溃了泉州部队。因为害怕亦思巴奚军的报复，莆田全城百姓连夜逃走，连德安也在次日离开。不久，哈散、黄希善、马合谋、白牌就带领亦思巴奚大军入城，又还纵兵抢劫涵江、江口、新岭，甚至把战火烧到了福清的蒜岭、渔溪、宏路一带，所到之处烧掠一空，这些行为引发了兴化人对亦思巴奚军的强烈仇恨。同时，陈同和柳伯顺开始转向福建行省政府寻求支持，行省派兵进驻常思岭，并派左丞郑旻、郎中易里雅思劝白牌等将军退兵，但白牌等拒绝服从行省命令，直到那兀纳下令撤军，才率部返回泉州。
1366年正月，白牌、金阿里等又率领亦思巴奚军攻陷兴化县、仙游县进行杀掠。此时，连林珙也开始与陈同、柳伯顺和解，决定共同对抗那兀纳，1366年二月，林珙、柳伯顺联兵，派李佛保、许应元突袭并攻占了亦思巴奚军哈散、黄希善占据的莆田城，杀死数十名番兵、俘获哈散并押往林珙所在的莆禧处决，又派杜武惠胁迫一千名民工修筑涵头寨。仙游的白牌、马合谋在听说路城失守后就撤回泉州。那兀纳随后出兵反击，于三月由枫亭经沿海一线北上，亦思巴奚军在博拜、麻哈谋、金阿里等率领下再度占领兴化、仙游两县，并在吴山向林珙发动进攻。林珙据守蛎前寨，而林许瑛则由海路增援，但白牌、马合谋、金阿里在海上大败林许瑛部队，并进兵攻陷莆禧，缴获了林许瑛的妻子和财产，并将林氏的祖坟、房产、营寨全部毁掉，还在笏石以南两半岛的新安、武盛、奉国、醴泉、合浦一带烧杀抢掠。孤立无援的林珙只得撤退。

## 亦思巴奚军的灭亡
亦思巴奚军发动内乱、对抗福建行省的行为，迫使行省官员决定完全消灭那兀纳势力。1366年三月，白牌、马合谋、金阿里转攻柳伯顺镇守的莆田城，进兵熙宁桥，包围了莆田东南西北四门，只有宁真门没有遭到进攻，莆田形势危急。早先曾在閩西与红巾军作战的陈友定的精锐部队接到福建行省的命令，被调往兴化增援柳伯顺部。陈友定派遣其子陈宗海率军于1366年四月连夜从宁真门潜入莆田城，并在次日从西门、南门出城对围城的亦思巴奚军发动进攻，这批训练有素的正规军迅速击溃了亦思巴奚军，在这场战斗中，亦思巴奚军有数千名士兵阵亡，白牌、马合谋、金阿里也被俘杀，剩余的士兵疲于奔命，却在沿途不断受到对其恨之入骨的兴化农民的击杀，最终仅有4名骑兵活着回到泉州。
莆田之战获胜后，陈宗海立即着手组织对泉州的总攻。五月，陈宗海调发元朝水師陆军两路军队，水路部隊由林珙帶領，而陸軍在柳伯顺部队配合下由北面向那兀纳的大本营泉州发动进攻，而那兀纳则強行徵調鄉民為士卒，以抵抗元朝军队。陈宗海军的监军陈铉原是泉州洵美场司丞，他暗中联络晋江县尉龚名安、千户金吉等人做接应。金吉也是色目人，属于什叶派穆斯林，因而对逊尼派的那兀纳有不满。在泉州之战开始后由龚名安率水军进入东山渡，并引导陈宗海的水军进攻泉州城，而金吉则在城内打开城门迎接。在里应外合之下，那兀纳被俘，并被押往元大都（今北京，另说押往福州）處死。亦思巴奚兵乱以元朝政府军成功镇压亦思巴奚军，平息兴化、泉州一带的战乱并重新控制泉州而结束。

## 影响
亦思巴奚兵乱长达近十年之久，对泉州、兴化一带的社会经济产生了极大的破坏，百姓饱受战乱，死伤逃无数，尤其在那兀纳統治泉州期间大肆搜刮财产和姦淫民女，屠戮番人，对泉州社会造成重创。兴化路三县在战争中有2万民眾死傷，4万多座房屋被焚毁。因为战争和兵乱期间教派暴力对抗的关系，泉州几乎全部清真寺都被毁坏，现今仅存涂门街的清净寺这一座古清真寺，泉州的伊斯蘭教因此衰落。而基督宗教也受到連累，羅馬公教的主教哲姆斯離開泉州，泉州基督信仰因而中斷了約200年。
亦思巴奚兵乱带來了漢族與色目人族群間的仇視和對立，福清县陈宗海部队收復泉州后開始對色目人惩罚性报复，进行了3日的大屠杀使得全部的色目人被屠殺。因为有一些汉人是混血兒，长着高鼻深目或卷发而被误杀，也有盜墓鞭尸的行为出现，蒲寿庚家族的坟墓被掘开和侮辱，其家族成员更是多有酷刑之后被杀的。 由于战乱和仇杀，外国商人因安全問題几乎不敢赴泉州进行交易，外侨社區解體，泉州的海外貿易和商業開始走向沒落。

## 评价
对于亦思巴奚战乱造成的後果，历代各方的学者大多都持否定的态度，认为它造成了生灵涂炭、民族仇杀、人口减少、经济衰退、泉州港盛极而衰的严重负面影响。但对其起因和性质，学界则有不同的看法。代表明朝官方学者观点的《元史》把亦思巴奚兵乱认为是一场反对元朝政府的叛乱事件。而现代一些研究者认为亦思巴奚战乱乃是元末福建政府和地方豪强之间争权角力引发的，是由福建行省平章事（称为“省”）和廉访使（称为“宪司”）之间争夺权力的“省宪构兵”所引发，继而进一步引起地方豪强的争战。也有人将亦思巴奚战乱归因于泉州逊尼派穆斯林和什叶派穆斯林之间的教派冲突，而戰亂前后都伴隨著兩大教派間的衝突乃至殺戮。还有一种说法是亦思巴奚军意在反叛元朝，是波斯人企图以泉州为基地建立“亦思法杭国”的事变，这种说法在史学界也颇具影响力。另外一种说法是亦思巴奚兵乱是元朝宫廷斗争在福建的反映，是元顺帝朝廷中以扩廓帖木儿为首的老帅派与以太子爱猷识理达腊为首的太子派之间为争夺元朝最大港口泉州的巨额商业利益而引发的派系斗争、而亦思巴奚軍諸首領僅是宮廷鬥爭的工具甚至犧牲品。